# Nonsan
Nonsan (kor. 논산시) – miasto w Korei Południowej, w prowincji Chungcheong Południowy. W 2003 liczyło 136 356 mieszkańców.